# Заклинье (станция)
Закли́нье — железнодорожная станция Санкт-Петербург-Витебского отделения Октябрьской железной дороги. Название станции дала деревня, располагавшаяся когда-то рядом. Расположена между остановочными пунктами 133 км и 143 км. Находится на расстоянии 137 км от Санкт-Петербурга, 108 км от Дна.

## История
Одна из старейших станций линии. Станция была построена  в 1913 году. До 1919 года носила название «Платформа 130 верста». С апреля 1975 года передана в состав Ленинград-Московского отделения.

## Путевое развитие
Путевое развитие включает в себя два пути на железобетонных шпалах, одну боковую платформу и законсервированный пост ДСП.

## Расписание поездов по станции Заклинье
Курсируют пригородные поезда Дно - Оредеж, 3 пары в неделю и по летнему расписанию, раз в неделю, в воскресенье вечером Новгород-на-Волхове - Витебский вокзал. Поезда дальнего следования не останавливаются.